# Jeanne Alexandrine Pommery
Pour les articles homonymes, voir Pommery (homonymie).
Mme veuve Pommery, née Jeanne Alexandrine Louise Mélin à Annelles (Ardennes) le 13 avril 1819 et meurt à Chigny-les-Roses (Marne) le 18 mars 1890. Elle est connue pour avoir dirigé la maison de vins de Champagne Pommery.

## Biographie
Jeanne Alexandrine Mélin naît à Annelles le 13 avril 1819. Sa mère Jeanne Marguerite Godron, descendante d'une riche famille, possède un château ainsi qu'un domaine de 680 hectares. Son père se nomme Roland Philibert Mélin.
Elle est scolarisée à Rethel,, où elle suit les enseignements des demoiselles Legrelle. En 1835, elle part en pension à Paris, d’abord chez mademoiselle Renard, puis chez les sœurs Vienaud, pension anglaise rue de Ménilmontant. En 1837, elle part en Angleterre, pour un an afin de parfaire ses connaissances linguistiques.
Elle épouse Alexandre Louis Pommery en 1839,. Leur premier fils Louis naît le 8 juillet 1841, et leur fille Louise le 14 mars 1857. En 1856, son époux devient propriétaire de Pommery & Greno. Le 15 février 1858, Alexandre Louis meurt à la suite d'une attaque,,. Jeanne Alexandrine devient alors directrice du domaine de son mari et continue à le développer,,,.
Mme Pommery meurt le 18 mars 1890 dans son château de Chigny-les-Roses près de Reims, à l’âge de 71 ans. Elle repose à Reims au cimetière du Nord. Elle fit un legs au musée des Beaux-Arts de Reims. Un buste a été érigé en sa mémoire sur la fontaine de la place du village de Chigny-les-Roses,,.

### À la tête de Pommery
La célèbre maison des vins de Champagne est au début de taille assez modeste. Après avoir racheté la maison Vibert et Greno, Alexandre Louis Pommery fonde la maison Pommery & Greno. L'amie de son épouse, Clémence Vasnier, rencontrée chez les Demoiselles Vienaud, leur conseille la même année d'engager son frère Henry Vasnier, alors employé de banque à Londres, comme comptable pour la société nouvellement achetée.
À la mort d'Alexandre Louis Pommery, en 1858, sa veuve prend la direction des affaires, suivant l'exemple de Barbe-Nicole Clicquot-Ponsardin. Elle y déploie énergie, intelligence et habileté, secondée dans la direction des affaires par son collaborateur, Henry Vasnier.
Sous sa direction, la maison élargit ainsi rapidement son cercle d’activités, se créant de nouveaux débouchés en Angleterre puis dans le reste du monde. Elle invente le champagne brut qu'elle fait exporter en Russie et dans les Pays baltes. Elle commerce également avec les États-Unis,. Sous sa direction, la production passe des 50 000 bouteilles produites en 1850 à plus de 2 millions. 
Elle lance dès 1869 la construction d'un vaste domaine afin de réunir en un lieu les activités de vinification, de stockage et d'accueil de clients. Elle fait ainsi transformer les anciennes crayères de la butte Saint-Nicaise, pour y aménager ses caves. Les architectes, Alphonse Gosier et Charles Gosier, créent un style propre, ses constructions élégantes qui font aujourd'hui partie du patrimoine architectural de Reims,,,.  
À sa mort en 1890, la marque est reconnue à l'international.

### Amatrice et collectionneuse d'art

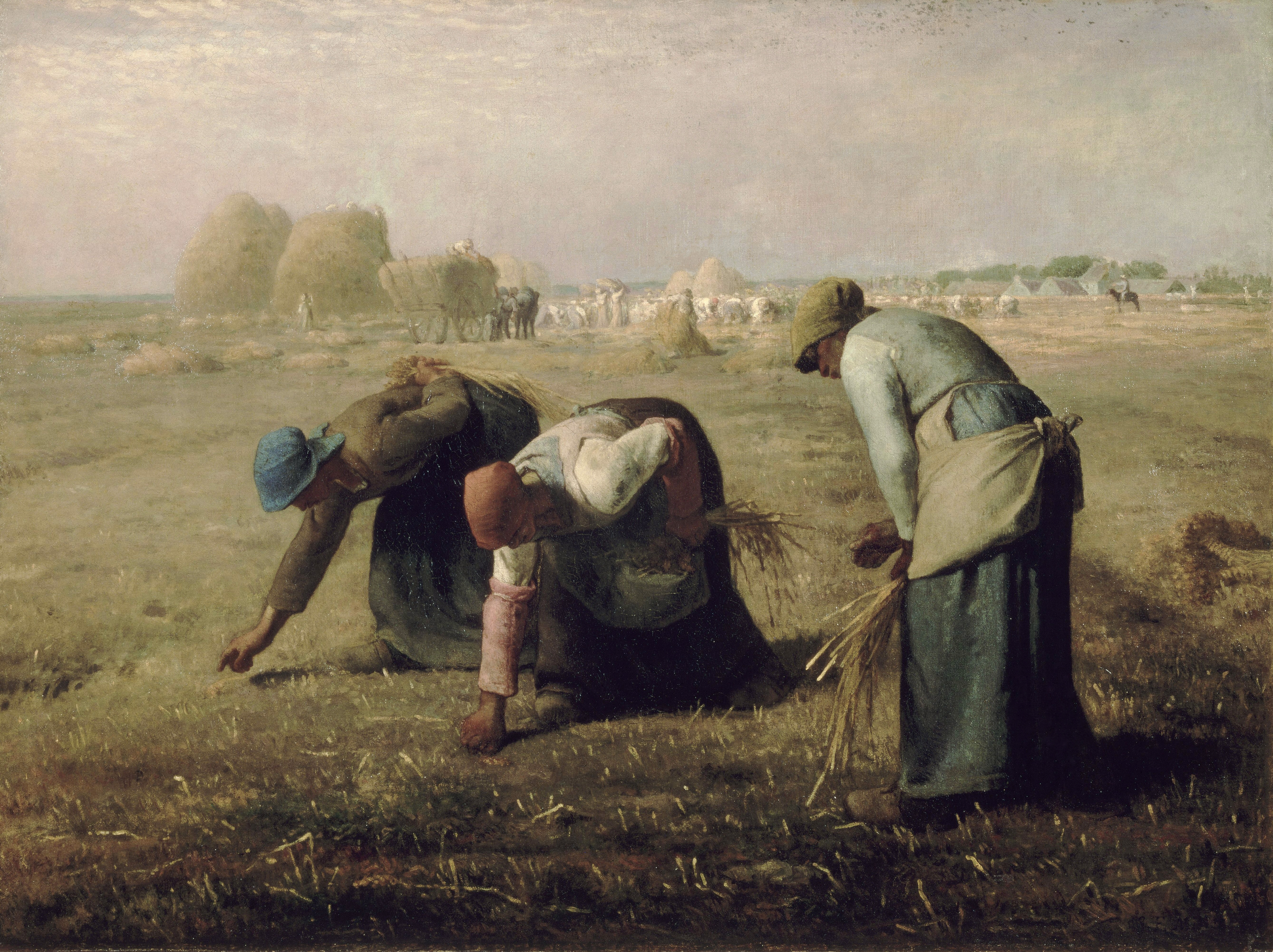
"Les Glaneuses" (1857). Huile sur toile, 83,5 x 110 cm (32,8 x 43,3 pouces). Musée d'Orsay, Paris.

En 1882, dans son domaine, elle fit sculpter, par Gustave Navlet, un bas relief représentant Silène, le satyre, versant du nectar dans une coupe,,.
Elle achète au sculpteur René de Saint-Marceaux une copie d'Arlequin,.
En 1888, pour prouver la bonne santé financière de la maison Pommery, elle fait l'acquisition aux enchères, Des glaneuses, de Jean-François Millet,, pour la somme de 300 000 francs or et de manière anonyme (son nom ne sera dévoilé que quatre jours plus tard). Elle l'achète sur les conseils d'Henry Vasnier, lui aussi collectionneur d'art. La transaction se fait en présence d'Henri Henrot, médecin et maire de Reims. Elle fait don de l'oeuvre au musée du Louvre en 1890.
Lorsque Madame Pommery décède en 1890, la mission d'exécuteur testamentaire revint à Henry Vasnier en qui elle avait une totale confiance pour régler ses affaires. Ce dernier obtient l'usufruit du domaine du Châlet à Chigny-les-Roses, qui se transmit par la suite sur plusieurs générations. Concernant son fils Louis et sa fille Louise, marquise de Polignac, ils devinrent tous deux gérants de la maison de vins, toujours sous la direction d'Henry Vasnier.  
Quant à sa collection, elle lègue toute sa faïence et également une partie de sa collection à la ville de Reims. Ici encore, Henry Vasnier va jouer un rôle dans cette partie du testament. En effet, c'est à lui de transmettre à la ville les objets de Madame Pommery deux ans après sa mort. La somme de 5 000 F est même prévue afin de pouvoir aménager la future salle d'exposition de cette collection qui portera le nom de la défunte.

### Postérité

Œuvres exposées au Musée le Vergeur de Reims
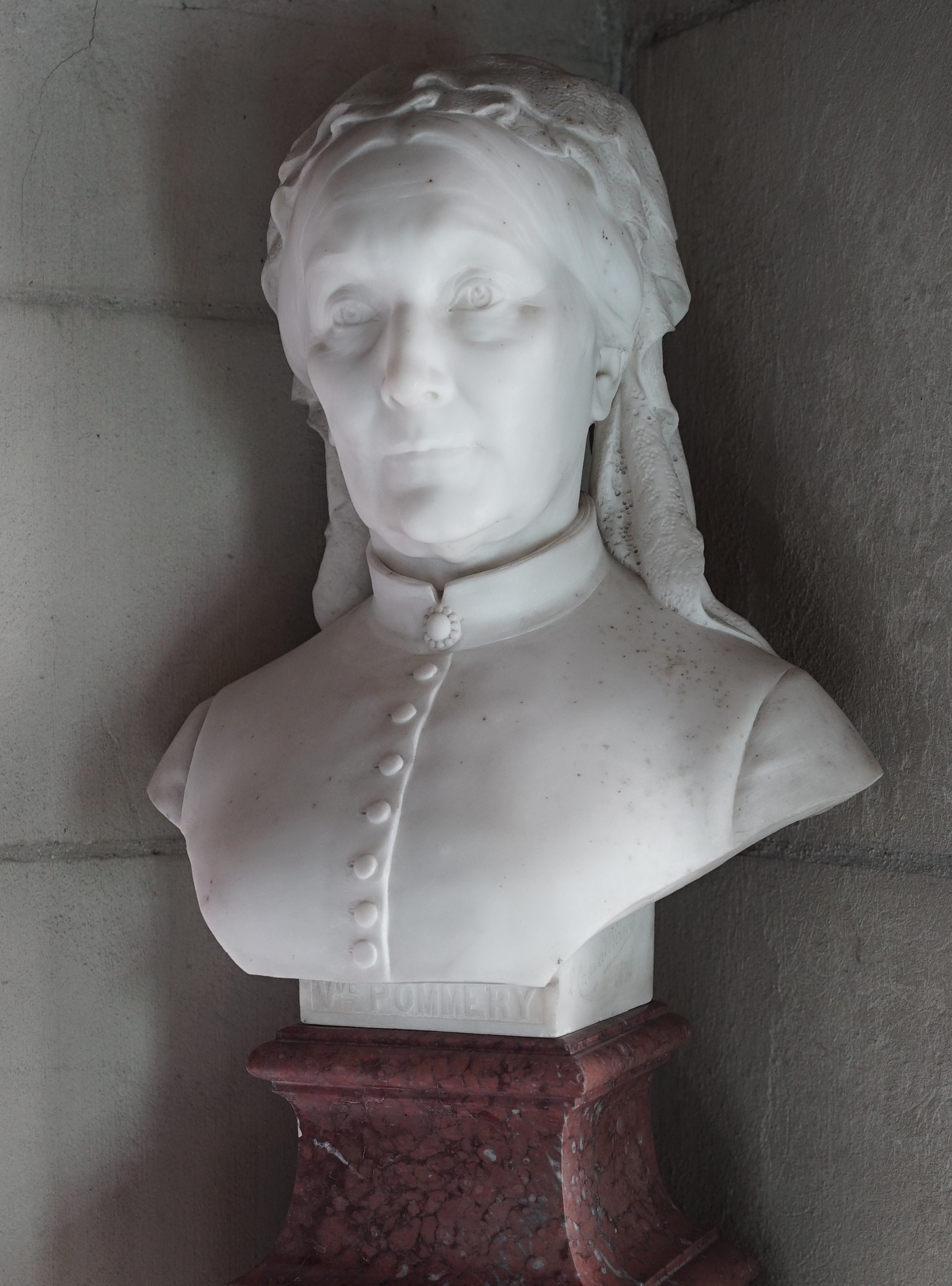
Buste de Jeanne Alexandrine Pommery.
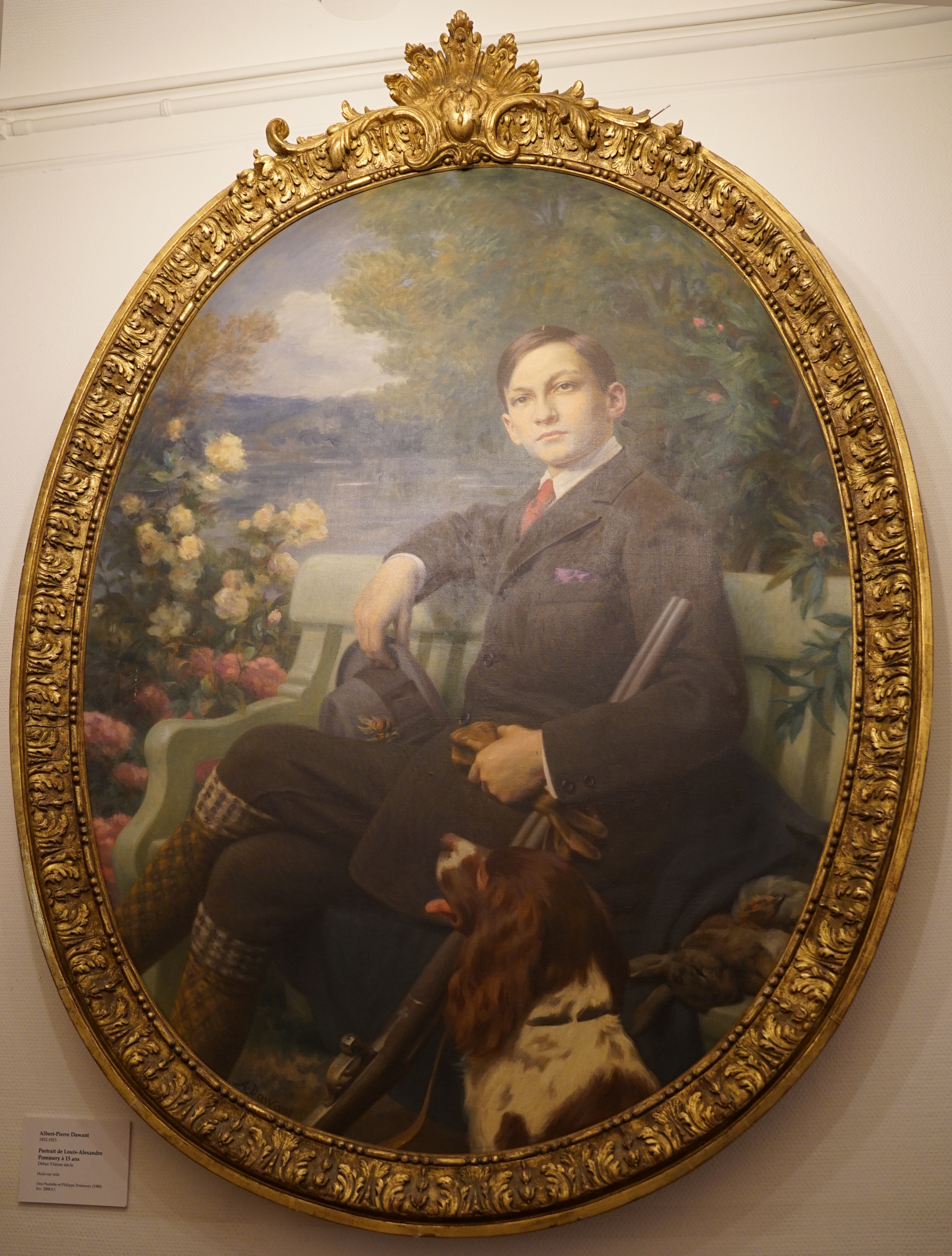
Son fils Louis par Albert Dawant.
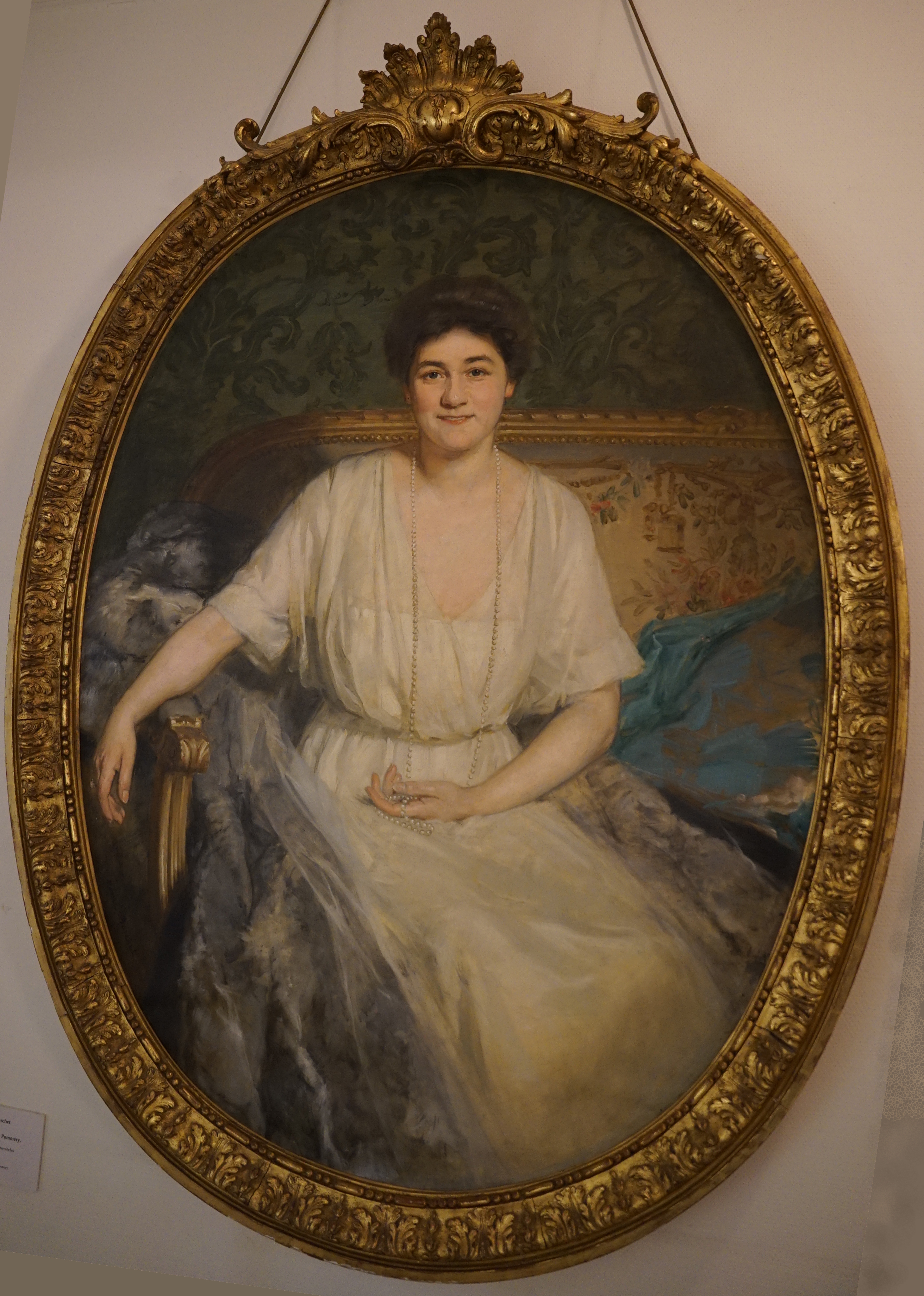
Sa fille Louise par Marcel Baschet.

En 1894, le sculpteur Léon Chavalliaud réalise un buste en faïence polychrome, de Jeanne Alexandrine Pommery. Brièvement exposé à la Royal Academy, il se trouve aujourd'hui au musée des Beaux-Arts de Reims.
Selon Louise de Polignac, fille de Jeanne Alexandrine, lorsque celle-ci reçu le président de la République Émile Loubet en 1902, il lui demanda comment rendre hommage à sa défunte mère. Elle lui répond qu'elle adorait les roses. Le 13 août 1902, un décret est publié dans le Journal officiel : la commune de Chigny fut renommée Chigny-les-Roses,.

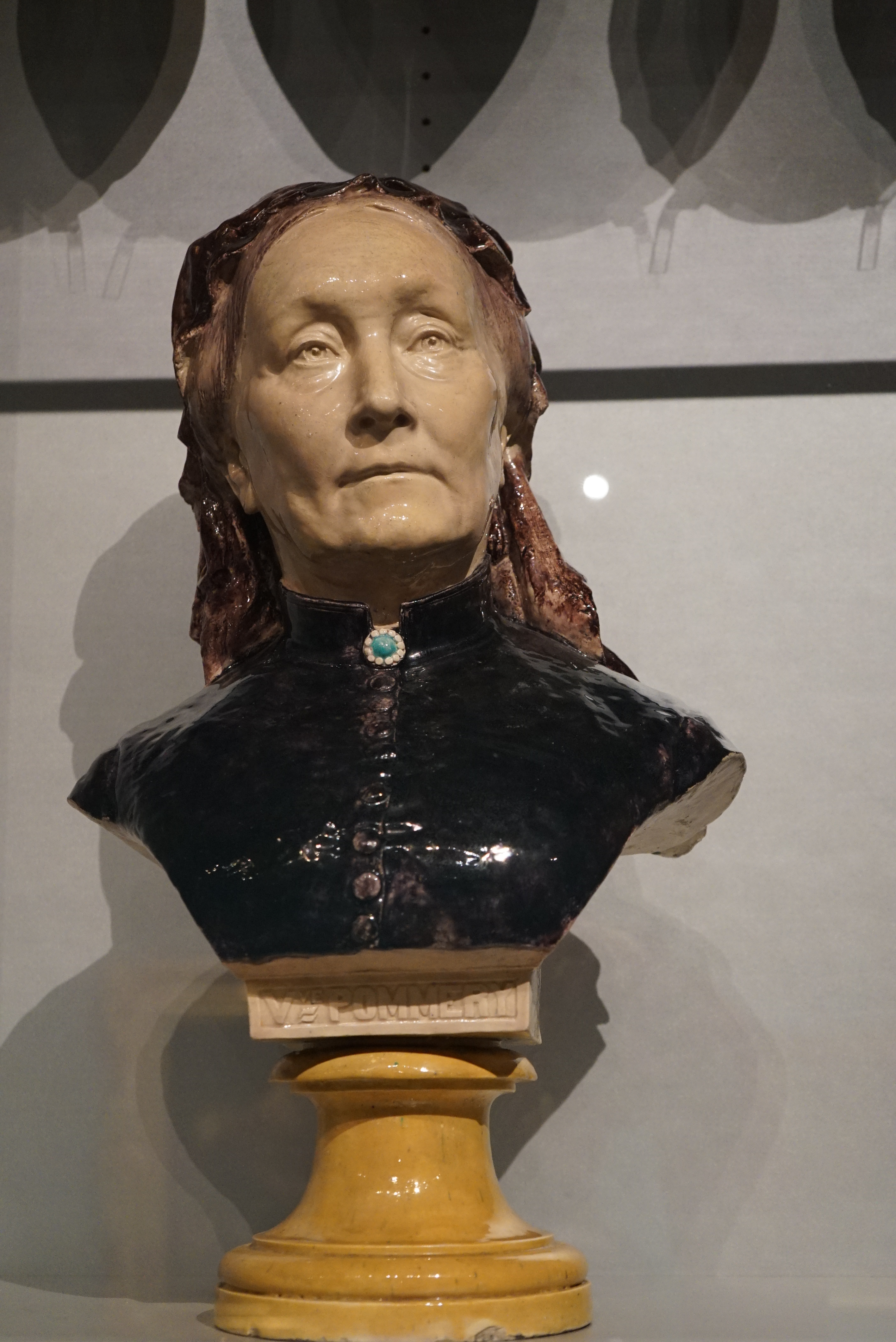
Buste en faïence de Jeanne Alexandrine Pommery.